# Salvia insignis
Salvia insignis là một loài thực vật có hoa trong họ Hoa môi. Loài này được Kudr. miêu tả khoa học đầu tiên năm 1936.